# چنل شیپرز
 چنل شیپرز (انگلیسی: Chanelle Scheepers؛ زادهٔ ۱۳ مارس ۱۹۸۴) یک تنیس‌باز اهل آفریقای جنوبی است.